# Gerrit Jan van den Broek

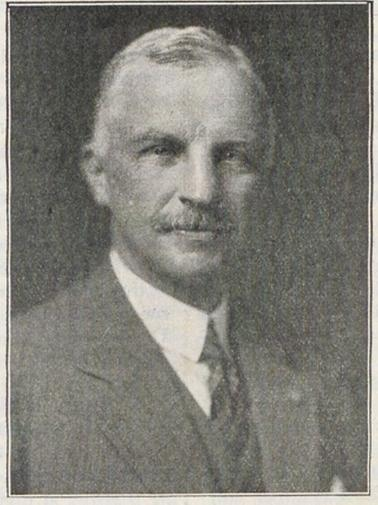
Gerrit Jan van den Broek

Gerrit Jan van den Broek (Dordrecht, 8 november 1879 - Bad Nauheim, 6 oktober 1935) is een Nederlands waterstaatkundig ingenieur en wegenbouwer. Hij werkte, na in 1902 te zijn afgestudeerd als civiel ingenieur aan de Polytechnische School te Delft, vanuit diverse standplaatsen bij Rijkswaterstaat, onderbroken door buitenlandse havenstudies o.a. met Jakob Kraus en Jhr. O.C.A. van Lidth de Jeude. Hij ontwikkelde vanaf 1923 het eerste Rijkswegenplan (dat uitkwam in 1927), werd hoofdingenieur-directeur van de directie Wegenverbetering en was medeoprichter van het Rijkswegenbouwlaboratorium (1927).

## Waterbouw
Na zijn afstuderen kon hij niet direct een vaste baan vinden, en daarom bleef hij in Delft waar hij onder leiding van prof. Jacob Kraus de havenplannen voor Valparaiso uitwerkte. In 1903 had hij inmiddels ook het vergelijkend examen voor ingenieur van den Rijkswaterstaat wat noodzakelijk was voor een baan bij Rijkswaterstaat; hierna kreeg hij een aanstelling als adjunct-ingenieur bij Rijkswaterstaat in Den Haag. Hiervandaan kreeg hij verschillende, kortdurende opdrachten Zo was hij in 1905 werkzaam bij het Noordzeekanaal.   

### Chili
In 1906 kreeg hij de mogelijkheid om met prof. Kraus mee te gaan naar Chili in verband met de aanbesteding van de havenwerken aldaar. Kraus was inmiddels minister van Waterstaat geworden.  
Die reis bood tevens gelegenheid andere onderwerpen te bespreken, die bij prof. Kraus, als Minister van Waterstaat, in overweging waren. Hij heeft toen met Kraus het wetsvoorstel gemaakt tot droogmaking van de Wieringermeer. Later is dit voorstel weliswaar ingetrokken, omdat besloten werd om ook de andere Zuiderzeepolders aan te leggen, maar dit werk had daarvoor wel veel nut.  
Na deze reis heeft hij zich ook nog in spoorwegproblemen verdiept, wat tot een publicatie in 1907 in het tijdschrift De Economist geleid heeft. 
In 1906 werd hij ingenieur 3e klasse. In deze tijd heeft hij ook een aantal artikelen geschreven ten behoeve van de Medemblikker Courant over de  inpoldering van de Wieringermeer, De artikelen staan niet op zijn naam. Ook werkte hij mee aan het boek: Geschiedenis en Beschrijving van het Noordzeekanaal in 1909. 

### Vlissingen
In de periode 1907 -1908 heeft hij gewerkt aan plannen voor een nieuwe sluis van St. Andries en aan ontwerpen voor de haven van Vlissingen. Voor dit laatste ondernam hij een studiereis naar kusthavens in Frankrijk, Engeland en België. De ervaringen van deze reis zijn vastgelegd in nr. 1 van de „Rapporten en Mededeelingen van den Rijkswaterstaat". De haven van Vlissingen moest verbeterd worden in het kader van een overeenkomst tussen de Marine en de maatschappij "De Schelde", die het marine-etablissement van Vlissingen zou overnemen. Om dit te regelen was daar naar goed Nederlands gebruik een commissie voor gevormd, de "Commissie-van IJsselsteyn". Van de Broek was secretaris van deze commissie, Over de haven heeft hij in 1911 een artikel in het Tijdschrift voor Economische Geographie geschreven. Ook uit deze periode dateert een verslag over de aanleg van stroomgeleidende dammen in de Zandkreek en het Veerse Gat, opgenomen in „Rapporten en Mededeelingen van den Rijkswaterstaat" n°. 7 (1916). 

### Zuid-Amerika
In 1913 heeft hij een reis naar Curaçao gemaakt op verzoek van prof. Kraus en de Minister van Koloniën om gegevens te verzamelen voor een verbetering van de haven daar. Daarna is hij doorgereisd naar Peru waar hij met prof. Kraus werkte aan plannen voor havens te Callao (de haven van Lima), Mollendo en Camana). Ook is hij toen naar Bolivia geweest. Hierover zijn een aantal rapporten van de hand van Kraus verschenen, alsmede een tweetal artikelen in "De Ingenieur" van de hand van Van den Broek (1917 en 1919). 
Na deze reis was hij kort werkzaam bij het Wilhelminakanaal en bij het Kanaal Wessem-Nederweert. Met het oog op de aanleg van dat kanaal maakte hij een reis naar Noord-Amerika om werken op waterbouwkundig gebied te bestuderen. De aantekeningen daarover van zijn hand komen voor in „Rapporten en Mededeelingen van den Rijkswaterstaat" n°. 12 (1917). In opdracht van de Minister van Koloniën bracht hij ook een bezoek aan Suriname in verband met de afzet van Surinaams hout in Nederland. Het verslag daarvan is als bijvoegsel bij de Staatscourant van 13 juni 1917 gepubliceerd. Een paar jaar later (1919) deed hij verslag over Indische en Australische houtsoorten. 

### China
Eind 1919  kreeg hij het verzoek van het Nederlandsch Syndicaat voor China om een ontwerp te maken voor een haven aan de zeekust op het eindpunt van de nog niet voltooide Lunghaispoorweg. In samenwerking met de technisch adviseur van het syndicaat, Jhr. ir. O. C. A. van Lidth de Jeude, is een onderzoek gedaan naar de beste locatie link de Baai van Haizou (bij de plaats Lianyungang). Dit bleek achter een klein rotseilanden te zijn, Xiliandao, dat hij overigens schrijft als Siliantao. Hij verbleef hier ruim een jaar om alle gegevens te verzamelen. Hierover heeft hij in 1923 twee artikelen in “De Ingenieur” geschreven. 

## Wegenbouw

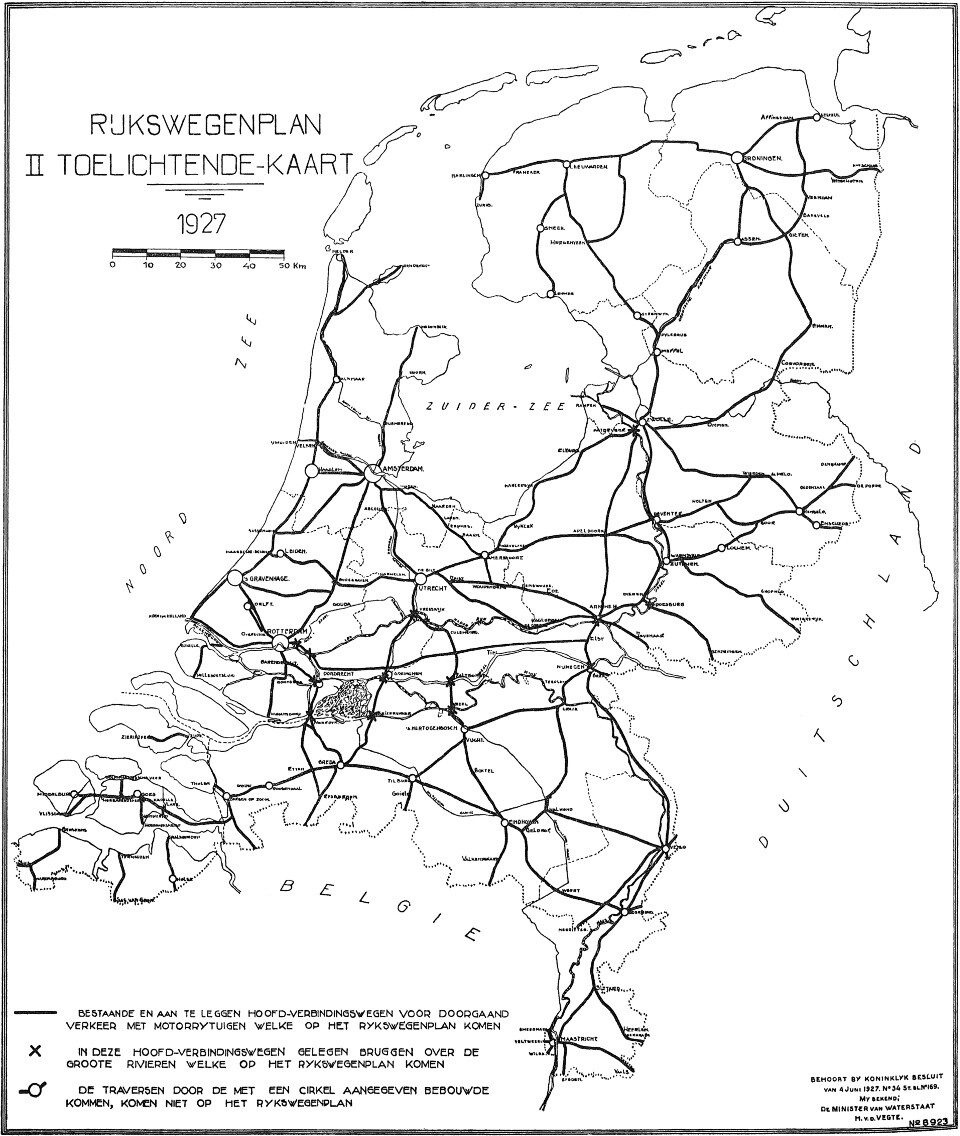
Rijkswegenplan 1927

In 1923 kwam hij weer bij Rijkswaterstaat en kreeg de leiding over het nieuw opgericht "district" wegentechniek. De taak van Van den Broek was om binnen deze dienst expertise op te bouwen om (met name binnen de Rijkswaterstaat) te adviseren over wegenaanleg en onderhoud in het algemeen. Naast de wegbouwkunde was een belangrijke taak ook te adviseren over andere zaken, zoals de wegenbelasting. In de eerste jaren was dit een dienst met allen Van den Broek als medewerker. Hij oriënteerde zicht voor zijn werk onder andere met een dienstreis naar Engeland, waar deze zaken al wat langer speelden. Dit alles monde uit in het eerste Rijkswegenplan (1927). in dit Rijkswegenplan ging het vooral om verbindingen tussen steden, en in veel mindere mate om doorgaande verbindingen. De verbinding ging dus vaak door steden, waarbij de gemeente verantwoordelijk was voor beheer en onderhoud.
Hij heeft zich ook intensief bemoeid met de Motor- en Rijwielwet en het Motor- en Rijwielreglement.

### Bruggen
Voor Rijkswaterstaat was de bouw van grote verkeersbruggen een nieuw terrein. Daarom werd in 1928 het Bruggenbureau opgericht als onderdeel van het district Wegentechniek. Dat zorgde behalve voor een uitbreiding van de staf, ook voor een aantal ingenieurs in tijdelijke dienst voor wegen- en bruggenbouw. Rijkswaterstaat wilde alles op alles zetten om zo snel mogelijk de verkeersproblemen op te lossen en ging ervan uit dat dat in ongeveer tien jaar grotendeels klaar zou zijn.

### Directie Wegenverbetering
In 1929 werd het district Wegentechniek omgezet in een Directie Wegenverbetering, die bovendien belast werd met aangelegenheden die voortvloeiden uit de Wegenbelastingwet, en ook met onderwerpen met betrekking tot de exploitatie en het verkeer over de wegen. Toen werd Van den Broek ook benoemd tot hoofdingenieur-directeur. Het Bruggenbureau bleef deel uitmaken van de directie. Hoewel het formeel onder Van den Broek viel, liet hij de leiding ervan over aan hoofdingenieur W.J.H. Harmsen.

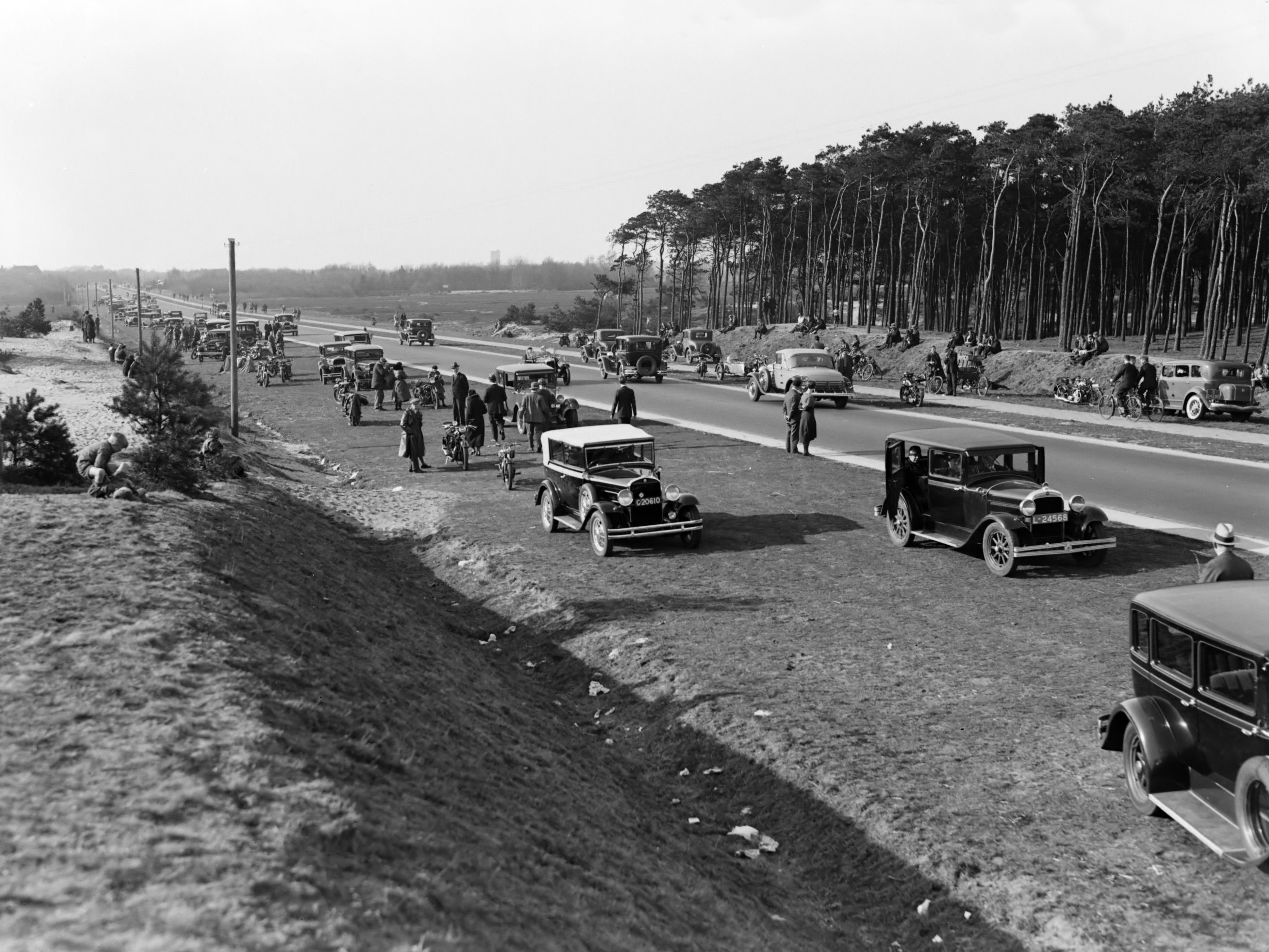
Bermtoerisme in 1933

Hij heeft leiding geven aan de voorbereiding van veel autosnelwegen ('s-Gravenhage—Utrecht— Driebergen, Amsterdam—Rotterdam, Rotterdam—Willemsdorp, Rotterdam—Lent, Amsterdam—Wieringen, Rotterdam—Hoek van Holland). Veel van deze wegen zij in eerste instantie aangelegd als tweebaansweg, maar er werd wel gelijk ruimte gereserveerd voor ombouw tot vierbaansweg. Deze “lege” rijbaan werd tot in de zestiger jaren gebruikt voor bermtoerisme.

### Commissiewerk
Kort na zijn plaatsing als hoofd van het district Wegentechniek werd hij lid van de (ambtelijke) Rijkswegencommissie (ingesteld 17 juli 1915). Op 15 november 1928 is deze omgezet  in de Rijkscommissie voor de Wegen, waarvan hij algemeen secretaris werd, en op 28 april 1932 in de Commissie van Overleg voor de Wegen. Hiervan werd Van den Broek vicevoorzitter. Hij maakte deel uit van de kleine ambtelijke commissie die het laatste ontwerp voor de Wegenbelastingwet (van 1926) ontwierp. Van de Staatscommissie voor het Vervoervraagstuk (de Commissie Patijn) was hij vanaf de instelling in 1923 lid en secretaris, ook was hij lid van de  Commissie van advies en bijstand voor het Verkeersfonds.
Hij was ook lid van veel niet-ambtelijke commissies, zoals de Wegencommissie van de ANWB -KNAC, van verschillende normalisatie commissies nan het NNI (verkeersseinen, voorschriften asfalt en teer, sterkstroomnetten, normaal-zeven), meer dan eens maakte hij deel uit van het bestuur van de Vereeniging het Nederlandsche Wegencongres; op de Vergadering, gehouden ter gelegenheid van haar tienjarig hestaan in 1930 hield hij daar een voordracht over het onderwerp: Vergelijking van de kosten van wegverhardingen.
Hij was regeeringsvertegenwoordiger in de Internationale Wegenvereeniging, de Association Internationale Permanente des Congrès de la Route (AIPCR), sinds 2019 benend onder het englse acroniem PIARC (Permanent International Association of Road Congresses)  en nam als zoodanig deel aan de congressen te Milaan en te Washington.

## Leixões

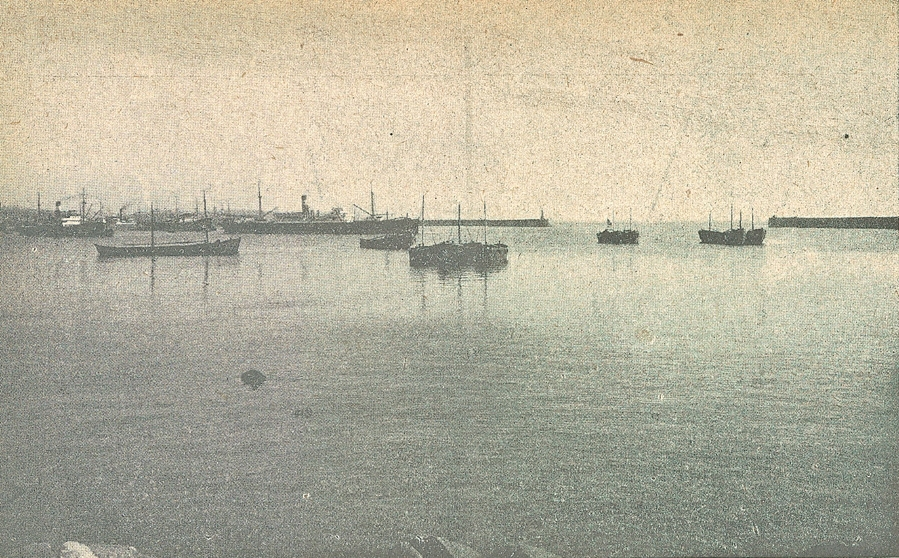
Porto de Leixoes - 1931

In 1934 kreeg hij problemen met zijn gezondheid. Toch heeft hij in mei en juni 1935 nog gevolg gegeven aan een uitnodiging van Nederlandse zijde om advies uit te brengen voor de constructie van een bezweken golfbreker van de haven van Leixões in Portugal, waarvoor hij enige tijd verbleef in Estoril ( dat overigens 350 km van Leixões ligt). Leixões, in de gemeente Matosinhos is de haven van Porto, omdat de rivierhaven van Porto niet bereikbaar was voor grotere schepen door verzanding van de monding van de Douro.  Eind augustus  besloot hij voor het volgen van een kuur naar Bad Nauheim te gaan, waar hij op 6 oktober 1935 nog onverwacht overleed 
- Virtual International Authority File: 283172513